# Gianna Coletti
Gianna Coletti (Milano, 1963) è un'attrice italiana.

## Biografia
Ha iniziato da bambina a lavorare nel mondo dello spettacolo cantando, suonando la chitarra e il pianoforte. Giovanissima debutta allo Sferisterio di Macerata interpretando un'operina di Gino Negri, "Modì" un balletto cantato sulla vita di Amedeo Modigliani.
Per parecchi anni fa parte della compagnia Stabile Milanese di Piero Mazzarella nei ruoli di prima attrice giovane e caratterista.
Dal 1983 al 1987 lavora con la ditta Garinei e Giovannini. I primi due anni nella compagnia di Gino Bramieri nella commedia con musiche Pardon Monsieur Molière, tratta da Il borghese gentiluomo di Molière, poi nella compagnia di Johnny Dorelli in Se devi dire una bugia dilla grossa di Ray Cooney, con la regia di Pietro Garinei.
Ha lavorato al Teatro Bellini di Napoli sotto la direzione artistica e teatrale di Tato Russo interpretando Polly ne L'opera da tre soldi di Bertolt Brecht, e portando in scena altri spettacoli: Caffè Chantant di Eduardo Scarpetta, La commedia degli equivoci di William Shakespeare, il musical I promessi sposi dello stesso Tato Russo.
Con il Teatro Stabile di Bolzano interpreta ruoli principali in vari spettacoli: La pulce nell'orecchio; Sarto per signora di Georges Feydeau; La vedova scaltra e Il teatro comico di Carlo Goldoni; Il gabbiano di Anton Čechov; La vita che ti diedi di Luigi Pirandello, con la regia di Marco Bernardi.
Al Teatro Franco Parenti di Milano con la regia di Andrée Ruth Shammah recita in Noblesse Oblige di Luigi Santucci, con Gianrico Tedeschi.
Per la regia di Giancarlo Sepe interpreta Armandine ne Il tacchino di Georges Feydeau, con Aroldo Tieri e Giuliana Lojodice.
Al Teatro Verdi di Trieste, Teatro dell'Opera di Roma, e al Teatro Massimo di Palermo è diretta da Gino Landi in varie operette tra cui La vedova allegra di Franz Lehár, Il cavallino bianco nel ruolo di Claretta.
Nella drammaturgia contemporanea è protagonista di spettacoli quali: Il letto di Giuseppe Manfridi, Dedicato ad H.P. e Tessuti umani di Edoardo Erba, con la regia di Walter Manfrè.
Con Dario D'Ambrosi, fondatore del Teatro Patologico, autore e regista, collabora in vari spettacoli tra cui I giorni di Antonio e Allucinazioni da psicofarmaci. Insieme a Celeste Moratti è la protagonista di Angelina, testo che debutta al Teatro Franco Parenti.
Con Giovanna Rossi e Vicky Schaetzinger porta in scena Donne donnine donnacce di Gianni Gori, con la regia di Lorenzo Alessandri, e ancora con Giovanna Rossi debutta in Cuori infranti e ossa spezzate, spettacolo contro la violenza femminile.
Insieme a Gabriele Scotti, che firma anche la regia, è autrice di Le poveracce, di cui è anche coprotagonista.
Al Teatro Litta di Milano con la compagnia di Mino Manni interpreta la signorina Caporale nel Fu Mattia Pascal di Luigi Pirandello, con la regia di Alberto Oliva.
Porta in scena un testo sul fine vita, Interruzioni, di cui è anche autrice insieme a Camilla Ghedini, tratto da un racconto della stessa Ghedini, con la regia di Lorenzo Alessandri.
Dedica un omaggio a Giovanni Testori con Le amanti del Testori, portando in scena tre famose donne testoriane: la Maria Brasca, l'Arialda e la Gilda del Mac Mahon. Nel 2015 esce il suo libro Mamma a carico - Mia figlia ha novant'anni, edito da Einaudi, nel quale racconta con leggerezza gli ultimi anni trascorsi con la madre.
Nel 2017 debutta con lo spettacolo teatrale tratto dal suo libro con la regia di Gabriele Scotti.

## Filmografia

### Cinema
- Il bisbetico domato, regia di Castellano e Pipolo (1980)
- Il mistero del panino assassino, regia di Giancarlo Soldi (1987)
- L'ultima mazurka, regia di Gianfranco Bettetini (1988)
- Facciamo paradiso, regia di Mario Monicelli (1995)
- Mi sei entrata nel cuore come un colpo di coltello, regia di Cecilia Calvi (1998)
- Tra cinque minuti in scena, regia di Laura Chiossone (2012)

### Televisione
- G. B. Show – programma TV (1982)
- Interbang!? – serie TV (1984)
- Casa Vianello – serie TV (1988)
- Linda e il brigadiere – serie TV (1997)
- La squadra – serie TV (2000)
- Carabinieri – serie TV (2002)
- Cotti e mangiati – serie TV (2006-2008)